# دم‌برهنه‌ها
دم‌برهنه‌ها (نام علمی: Cabassous) نام یک سرده از تیره آرمادیلو است.

## گونه‌ها
- آرمادیلوی دم‌برهنه شمالی،  Cabassous centralis
- آرمادیلوی دم‌برهنه چاکوآیی،  Cabassous chacoensis
- آرمادیلوی دم‌برهنه جنوبی،  Cabassous unicinctus
- آرمادیلوی دم‌برهنه بزرگ،  Cabassous tatouay